# 花边松螺
花边松螺（学名：Siphonaria subatra），是基眼目松螺科松螺属的一种。主要分布于越南、台湾，常栖息在潮间带岩礁。